# كورتيس شو
كورتيس شو (بالإنجليزية: Curtis Shaw) هو سياسي أمريكي، ولد في 1 مارس 1888 في ميدفال في الولايات المتحدة، وتوفي في 19 فبراير 1944 في موراي في الولايات المتحدة.